# Білка (притока Хомори)
Бі́лка — річка в Україні, в межах Старокостянтинівського та Шепетівського районів Хмельницької області. Права притока Хомори (басейн Дніпра).

## Опис
Довжина 20 км. Площа водозбірного басейну 107 км². Річкова долина переважно неширока і глибока, з численними балками, у пригирловій частині долина ширша. Заплава місцями заболочена. Споруджено кілька ставів.

## Розташування
Білка бере початок на південний схід від села Стецьки. Тече спершу на північний захід, потім на північ і північний схід, у пониззі — на північ. Впадає до Хомори на північ від центральної частини смт Гриців. 
Над річкою розташовані села: Стецьки, Кучівка, Партинці, Велика Шкарівка, Курганівка, Онишківці та смт Гриців. 